# Eudonia periphanes
Eudonia periphanes là một loài bướm đêm trong họ Crambidae.